# Невидимият
„Невидимият“ (на английски: The Glimmer Man) е американска екшън комедия от 1996 г. на режисьора Джон Грей. Във филма участват Стивън Сегал, Кийнън Ейвъри Уейънс, Боб Гънтън, Браян Кокс и Мишел Джонсън. Премиерата на филма в Съединените щати е на 4 октомври 1996 г.

## Актьорски състав
| Актьор              | Роля                                  |
| ------------------- | ------------------------------------- |
| Стивън Сегал        | Агент Джак Джоунс Лейтенант Джак Коул |
| Кинън Ейвъри Уейънс | Лейтенант Джим Кемпбъл                |
| Боб Гънтън          | Франк Деверел                         |
| Брайън Кокс         | Господин Смит                         |
| Джон М. Джаксън     | Доналд Кънингнам                      |
| Мишел Джонсън       | Джесика Коул                          |
| Стивън Тоболовски   | Кристофър Мейнард                     |
| Райън Кутрона       | Детектив Роудън                       |
| Денис Кокръм        | Детектив Том Фаръл                    |
| Джеси Сток          | синът на Коул                         |
| Алекса Вега         | дъщерята на Коул                      |
| Ники Кокс           | Мили, гадже на Джони                  |
| Скот Нийлсън        | Себе си                               |
| Фриц Колман         | Себе си                               |
| Джони Стронг        | Джони Деверел                         |
| Джордж Фишър        | Миша, руска мутра                     |
| Саймън Рий          | Коладжия                              |
| Робърт Аписа        | бодигард на Смит                      |
| Робърт Мейлхаус     | бодигард на Смит                      |
| Сюзън Рено          | Соня Рослов                           |
| Уенди Роби          | Мелани Сардес                         |
| Питър Джейсън       | баща на Мили                          |
| Албърт Уонг         | господин Лий                          |
| Нанси Ий            | Мей Лий                               |

## В България
В България филмът е пуснат по кината на 3 януари 1997 г. в „Александра Филмс“. В същата година е издаден на VHS от „Александра Видео“.
През 2000 г. е излъчен премиерно по „Би Ти Ви“.